# Beas de Granada
Beas de Granada è un comune spagnolo di 1 004 abitanti situato nella comunità autonoma dell'Andalusia.